# Лувиа
Лувиа (фин. Luvia) — община в провинции Сатакунта, губерния Западная Финляндия, Финляндия. Общая площадь территории — 861,20 км², из которых 692,13 км² — вода.

## Демография
На 31 января 2011 года в общине Лувиа проживало 3335 человек: 1693 мужчины и 1642 женщины.
Финский язык является родным для 98,01 % жителей, шведский — для 0,6 %. Прочие языки являются родными для 1,38 % жителей общины.
Возрастной состав населения:
- до 14 лет — 17,39 %
- от 15 до 64 лет — 62,61 %
- от 65 лет — 19,61 %

Изменение численности населения по годам:
| Год  | Численность |
| ---- | ----------- |
| 1980 | 3293        |
| 1990 | 3409        |
| 2000 | 3323        |
| 2010 | 3322        |
| 2011 | 3335        |